# Aquarius nebularis
Aquarius nebularis är en insektsart som först beskrevs av Drake och Hottes 1925.  Aquarius nebularis ingår i släktet Aquarius och familjen skräddare. Inga underarter finns listade i Catalogue of Life.